# Dicerandra
Dicerandra — рід сильно ароматних низьких кущів, напівкущів чи однорічних трав, поширених на південному сході США (Алабама, Флорида, Джорджія, Південна Кароліна).

## Біоморфологічна характеристика

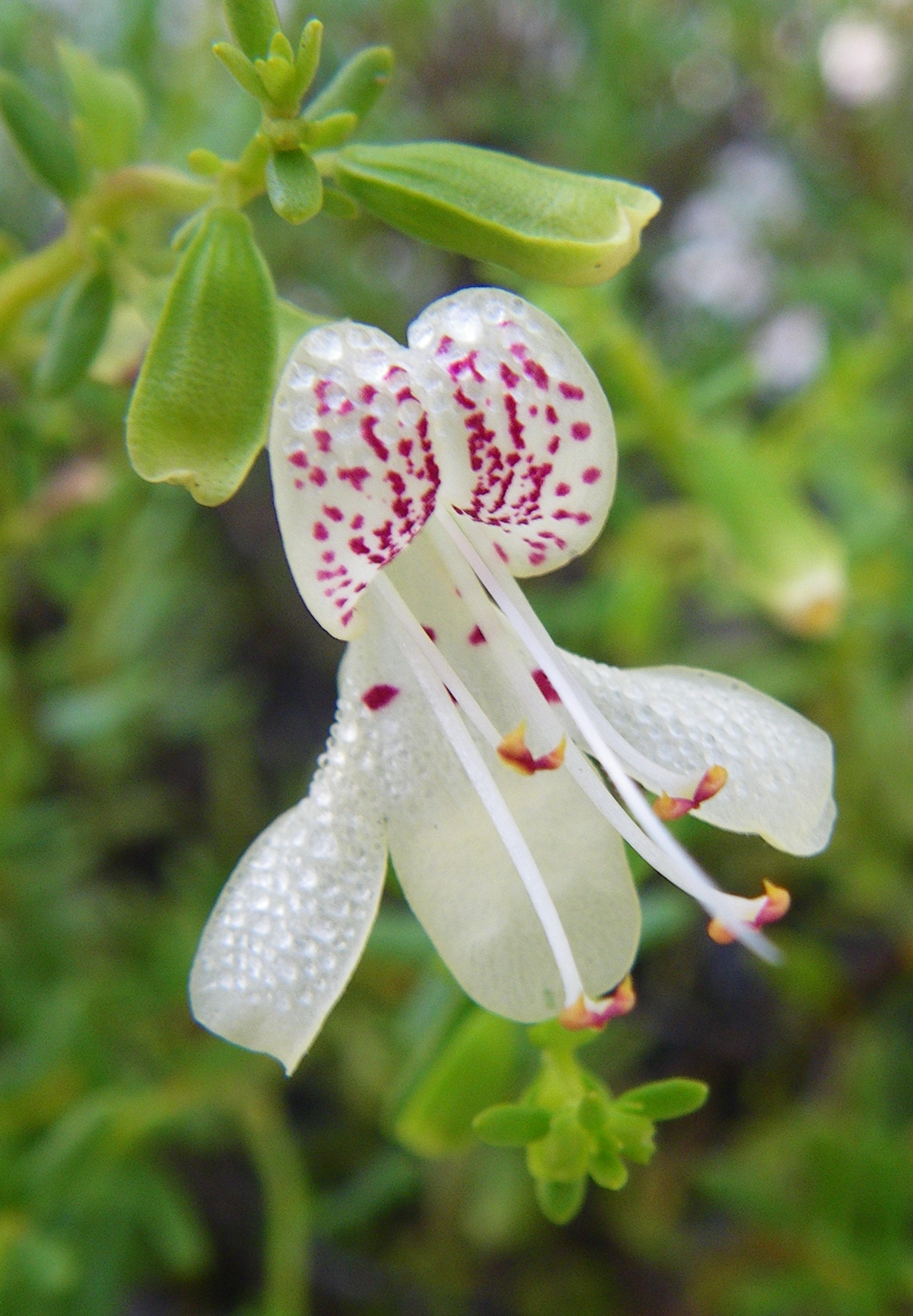
Dicerandra frutescens var. christmanii

Листки супротивні, від лінійних до вузько-ланцетних, довгасті або ланцетні, зазвичай цілі. Суцвіття пахвових щитків, що зливаються, утворюючи кінцевий складний зонтик. Чашечка 2-губа, трубчасто-дзвінчаста, задня губа широко закруглена, усічена або щонайменше 2–3-зубчаста, передня губа трикутна, 2-зубчаста, обидві губи трохи вигнуті, горло волосисте. Віночок від білого до червонувато-пурпурного забарвлення, 2-губий. Тичинок 4. Горішки яйцеподібні, гладкі, голі. 2n = 32, 48.

## Види
Рід містить 6 видів: 
1. Dicerandra densiflora Benth.
2. Dicerandra frutescens Shinners
3. Dicerandra fumella Huck
4. Dicerandra linearifolia (Elliott) Benth.
5. Dicerandra odaratissima R.M.Harper
6. Dicerandra radfordiana Huck